# Menyul
El menyul es un cóctel mexicano, variante del mint-julep (de ahí su nombre), y es típico de los estados de Veracruz y Puebla. Tiene muchas variantes dependiendo del lugar y de la cantina donde se sirva, aunque por regla general contiene ron, hojas de menta o yerbabuena, abundante azúcar, algún licor amargo como Angostura o Campari y algún vino dulce como Jerez, moscatel, Oporto o vermú. A veces también, en vez de ron, se usa brandy o whisky. En algunas recetas incluso se agrega bebida de cola.
Es una bebida refrescante, típicamente consumida durante el verano como aperitivo. Se sirve en restaurantes y cantinas, y también se vende ya embotellado.

## Origen
Existen diferentes historias sobre su origen; la más extendida cuenta que un cliente de origen francés acudió a una cantina en Córdoba y pidió un mint julep, pero en aquella época el whisky Bourbon no era conocido en México así que se lo prepararon con ron. En la actualidad, el menyul se ha adaptado completamente a la cultura local y es motivo de orgullo para los cordobeses.

## Preparación y variantes
A diferencia de la versión estadounidense, el menyul mexicano incorpora ron, generalmente ron añejo. Algunos de los rones añejos producidos localmente en Veracruz son el ron Potrero, el Batey o el Mocambo. A medida que la cultura del whisky ha ido llegando a México, en algunos establecimientos se ha retomado la receta original estadounidense que usaba Bourbon. Otro sustituto común del ron es el vermut, un vino aromatizado de origen europeo. Y otro es el aguardiente de caña, especialmente común en las áreas veracruzanas y oaxaqueñas donde se cultiva la caña de azúcar, como la cuenca del Papaloapan.
La menta (Mentha × piperita) y la yerbabuena (Mentha spicata) son dos hierbas aromáticas similares que se cultivan en la zona y se usan en algunas preparaciones de la cocina veracruzana. Cuando no se dispone de esta hierba fresca se usa crema de menta, un licor con fragancia a menta.
Tradicionalmente se sirve en un vaso corto o de rocas, colmado de hielo frappé y con un popote recortado. Por cuestiones ecológicas, el popote se desrecomienda a menos que sea realmente necesario o que se usen popotes de metal, que son reutilizables. Este cóctel se decora con hojas frescas de menta y/o un gajo de naranja.